# Armored Police Metal Jack
Armored Police Metal Jack (機甲警察メタルジャック, Kikō Keisatsu Metal Jack) est une série télévisée d'animation japonaise de 37 épisodes sortie en 1991 et coproduite par Sunrise et TV Tokyo,.

## Synopsis
En 2015, le crime est roi à Tokyo. Trois hommes, Ken Kanzaki, Ryo Aguri, et Go Goda sont gravement blessés en voulant protéger un jeune garçon attaqué par une organisation criminelle. Dans le cadre d'un projet secret de la Police métropolitaine de Tokyo, le Metal project, les 3 hommes sont transformés en cyborgs pour former l'Armored Police Metal Jack, une unité spéciale de lutte contre le crime.

## Adaptations

### Jeux vidéo
- Kikō Keisatsu Metal Jack (機甲警察メタルジャック?)[3] (1992, Game Boy, Takara)
- Kikō Keisatsu Metal Jack (機甲警察メタルジャック?)[4] (1992, Super Nintendo, Atlus) est un jeu d'action de type Beat them all en 2D à défilement horizontal. Le jeu a été développé et édité par Atlus, il est sorti le 31 juillet 1992, uniquement au Japon. Une version prévue pour l'Amérique du Nord, intitulée Metal Jack: Armored Police, a été annulée. Les trois cyborgs (Red, Silver et Blue Jack) sont jouables et combattent sous deux formes : en simple cyborgs ou transformés en mechas.